# Matt Schaub
Matt Schaub (West Chester, Pensilvania, Estados Unidos, 25 de junio de 1981) es un exjugador profesional de fútbol americano de la National Football League que jugó en el equipo Baltimore Ravens, en la posición de Quarterback con el número 8.

## Carrera deportiva
Matt Schaub proviene de la Universidad de Virginia y fue elegido en el Draft de la NFL de 2004, en la ronda número 3 con el puesto número 90 por el equipo Atlanta Falcons.
Ha jugado en los equipos Atlanta Falcons, Baltimore Ravens, Houston Texans y Oakland Raiders.

## Estadísticas generales
| Yardas | Touchdowns | Pases completados | Ratio |
| 540    | 3          | 52/80 (65.0%)     | 76    |